# 鲁迦堪布·噶桑格勒嘉措
鲁迦堪布·噶桑格勒嘉措（？—？）民族及籍贯不详，第五世鲁迦堪布。

## 生平
噶桑格勒嘉措是继第四世鲁迦堪布益喜噶丹绕布吉之后的第五世鲁迦堪布。其后有第六世鲁迦堪布罗桑丹曲达吉。